# 日南町立日南中学校
日南町立日南中学校（にちなんちょうりつ にちなんちゅうがっこう）は、鳥取県日野郡日南町霞にある公立中学校。

## 沿革
- 1947年（昭和22年）4月29日 - 日野上村立日野上中学校・山上村立山上中学校・阿毘縁村立阿毘縁中学校・大宮村立大宮中学校・多里村立多里中学校・石見村立石見中学校・福栄村立福栄中学校が開校。[2]
- 1955年（昭和30年）7月1日 - 阿毘縁村・大宮村が合併し高宮村が発足、阿毘縁中・大宮中が高宮村立と改称。
- 1959年（昭和34年）4月1日 - 伯南町・多里村・石見村・福栄村・高宮村が合併し日南町が発足、それぞれ日南町立と改称。
- 1971年（昭和46年）4月1日 - 日野上中・山上中・阿毘縁中が名目統合し日南中学校が開校。
- 1972年（昭和47年）4月1日 - 大宮中・福栄中を名目統合。
- 1973年（昭和48年）4月1日 - 日野上・山上・阿毘縁・福栄校舎を完全統合。
- 1974年（昭和49年）4月1日 - 大宮校舎・多里中・石見中を完全統合。

## 部活動

### 運動部
- 陸上部 - 池田大介が全中の混成競技で優勝している。
- ソフトテニス部
- バレー部
- 野球部
- 卓球部
- スキー部

### 文化部
- 吹奏楽部
- パソコン部

## 校区
- 校区は、日南小学校の通学区域となっている。